# Dalików
Dalików è un comune rurale polacco del distretto di Poddębice, nel voivodato di Łódź.
Ricopre una superficie di 112,7 km² e nel 2004 contava 3 708 abitanti.